# 39 Welsh Row

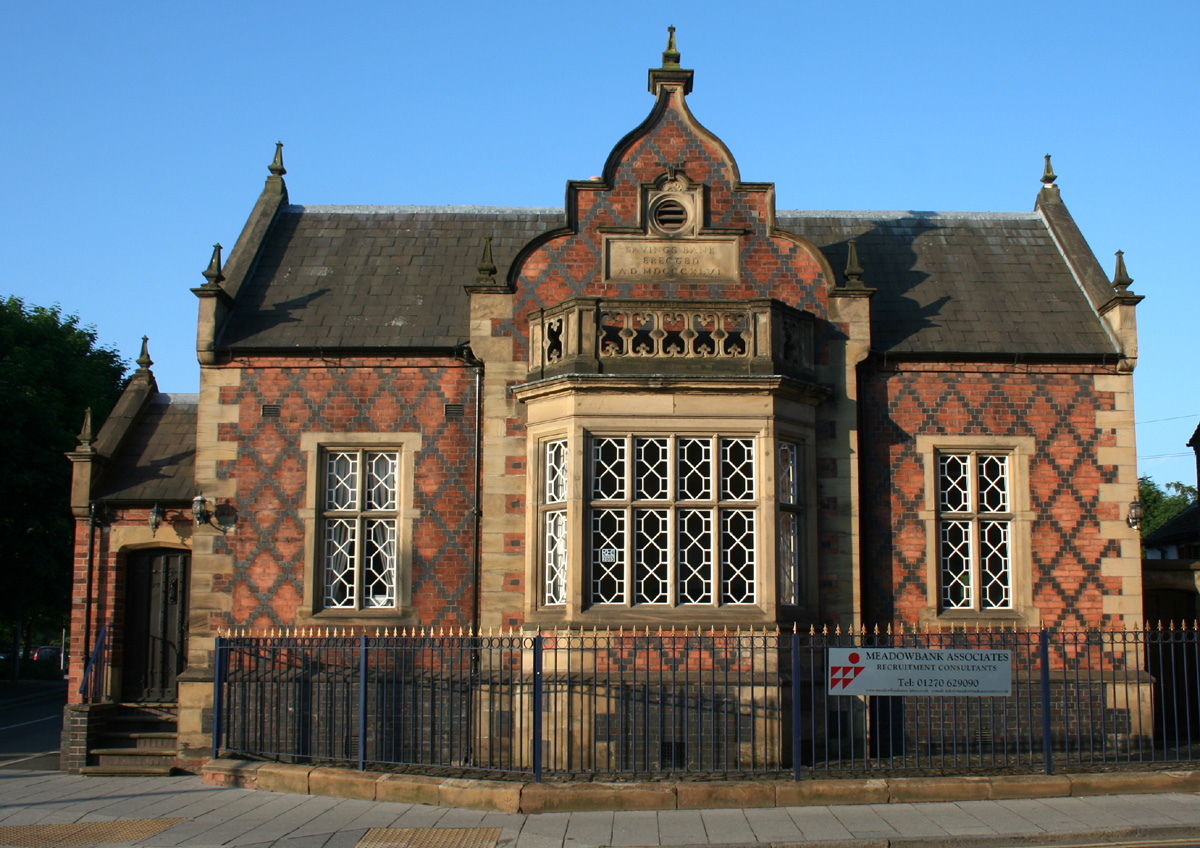
L'ancienne banque du 39 Welsh Row, à Nantwich

L'ancienne caisse d'épargne située au 39 Welsh Row, à Nantwich dans le Cheshire, est un bâtiment datant de 1846 inscrit, depuis 1973, au patrimoine classé de Grade II de Grande-Bretagne. De style architectural d'inspiration jacobéenne et élisabéthaine, elle se situe dans la partie sud de la rue de Welsh Row, au croisement de la rue St Anne's Lane,.